# Évelyne Tranlé
Évelyne Tranlé est une coloriste française de bande dessinée. Sœur du dessinateur Jean-Claude Mézières, elle a réalisé les couleurs de plusieurs sériées, dont celles de Valérian et Laureline.

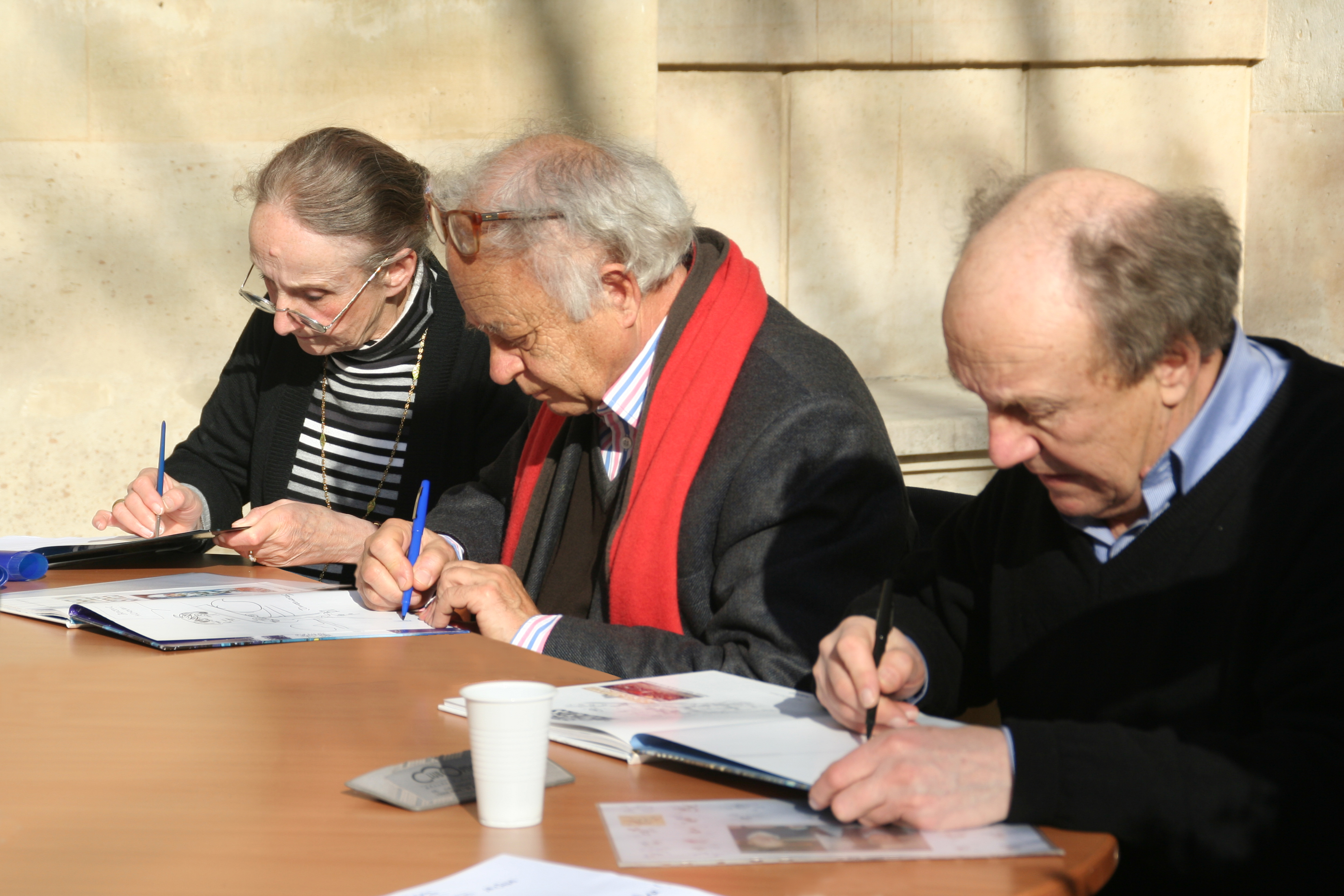
Les auteurs de Valérian et Laureline lors d'une séance de dédicaces pendant le festival BD des Grandes Écoles à l'École normale de Paris le 28 février 2009.
De gauche à droite : Évelyne Tranlé, Pierre Christin, Jean-Claude Mézières.

## Biographie
Évelyne Tranlé dessine pour un atelier textile dans les années 1960. Elle cherche à travailler à domicile, et est choisie pour colorer Le Bouclier arverne d'Asterix. Elle préfère la liberté des décors, plutôt que le travail des personnages déjà normés. Elle aide par la suite son frère Jean-Claude Mézières, qui travaille sur le premier épisode de Valérian et Laureline, puis a continué à travailler sur la série.
Son travail se distingue par un agencement de demi-teintes recherchées.[réf. nécessaire] Elle préfère le travail au pinceau plutôt qu'à la tablette graphique.

## Œuvres
- Série Agar de Robert Gigi et Claude Moliterni
- Argyll de Maracande de Dominique Latil et Franck Biancarelli
- Armée secrète de Philippe Chapelle
- Arthur R. de Bernard Chiavelli
- Astérix de Albert Uderzo et René Goscinny (1 album : Le Bouclier arverne)
- Blueberry de Jean-Michel Charlier et Jean Giraud (4 albums)
- Canal-Choc de Pierre Christin, Hugues Labiano et Jean-Claude Mézières (4 albums)
- Comanche d'Hermann et Greg
- Le Grand Duduche de Cabu
- Le Lièvre de Mars de Patrick Cothias et Antonio Parras
- Lili Fatale de Gérard Lauzier
- Maraboud'ficelle de Cabu et William Leymergie
- Le Méridien des brumes d'Erik Juszezak et Antonio Parras
- Philémon de Fred (15 albums)
- Rencontres sur la Transsaharienne de Pierre Christin et Sébastien Verdier
- Rock Mastard de François Boucq et Karim Belkrouf (1 album)
- Salades de saison de Claire Bretécher
- Torpedo d'Enrique Sanchez Abuli et Jordi Bernet (10 albums)
- Valérian et Laureline de Pierre Christin et Jean-Claude Mézières (23 albums)

## Filmographie
- Les Couleurs de la page 52 de Avril Tembouret (2016 - Delastre Films) : film documentaire consacré au travail de coloriste de Evelyne Tranlé sur la série Valérian et Laureline.